# Jordan Crawford
Jordan Crawford (Detroit, Míchigan, 23 de octubre de 1988) es un jugador de baloncesto estadounidense que se encuentra sin equipo. Con 1,93 metros de estatura, juega en la posición de escolta. Es hermano de Joe Crawford, también jugador profesional de baloncesto.

## Trayectoria deportiva

### Universidad
Crawford jugó su primera temporada en los Hoosiers de la Universidad de Indiana, donde promedió 9.7 puntos por partido, y ayudó al equipo a un conseguir un balance de 25 victorias y 8 derrotas en liga regular y a avanzar hasta el torneo de la NCAA. Al año siguiente se trasladó a la Universidad de Xavier, jugando con los Musketeers una única temporada en la que lideró al equipo y a la Atlantic 10 Conference en anotación con 20.5 puntos por partido, y se convirtió en el primer jugador de Xavier en ser el máximo anotador de la conferencia desde Byron Larkin (21.8 puntos) en la temporada 1985-86. Su mejor encuentro lo completó ante Wake Forest, anotando 30 puntos y capturando 6 rebotes. Fue nombrado por Sporting News y foxsports.com como mejor jugador de la conferencia, incluido por los entrenadores en el mejor quinteto de la A10, y por Sporting News en el tercer equipo del All-American. Crawford también formó parte del mejor equipo del torneo de la NCAA de la West Región, en el que promedió 29 puntos en tres encuentros.
En 2009, unos videos amateur del mate de Crawford sobre LeBron James fueron confiscados por el patrocinador de James, Nike, aunque más tarde aparecieron publicados en YouTube.

#### Estadísticas
| Temporada | Equipo            | Partidos | Pts. | Reb. | Asts. | Rob. | Tap. | %TC  | %T3  | %TL  | Min. | Pér. |
| --------- | ----------------- | -------- | ---- | ---- | ----- | ---- | ---- | ---- | ---- | ---- | ---- | ---- |
| 2007–08   | Indiana Hoosiers  | 30       | 9.7  | 3.4  | 2.3   | 0.9  | 0.2  | .440 | .366 | .746 | 25.3 | 1.9  |
| 2009–10   | Xavier Musketeers | 35       | 20.5 | 4.7  | 2.9   | 1.3  | 0.2  | .462 | .391 | .773 | 32.8 | 2.4  |

### Profesional
Fue seleccionado por New Jersey Nets en la 27.ª posición del Draft de la NBA de 2010, aunque sus derechos fueron traspasados a Atlanta Hawks durante la noche del Draft.
El 23 de febrero de 2011, fue traspasado a Washington Wizards junto con Maurice Evans, Mike Bibby y una primera ronda de draft a cambio de Kirk Hinrich y Hilton Armstrong.
El 21 de febrero de 2013, fue traspasado a los Boston Celtics a cambio de Leandro Barbosa y Jason Collins. 
El 9 de diciembre del 2013, fue nombrado el jugador de la semana de la Conferencia Este de la NBA, correspondiente a la semana del 2 al 8 de diciembre del mismo año. 
El 15 de enero de 2014, fue traspasada a los Golden State Warriors en un acuerdo entre tres equipos que involucró a los Miami Heat y los Boston Celtics.
En septiembre de 2014, Crawford firmó un contrato de un año con los Xinjiang Flying Tigers de la liga china.
Crawford posee una dilatada experiencia NBA (2010-2014 y vuelta en 2017 con New Orleans Pelicans) y en la liga china con varios equipos. 
En verano de 2019 estuvo realizando entrenamientos con Alba Berlín y los New Orleans Pelicans pero sin llegar a firmar contrato con ninguno de ellos.
En febrero de 2020, el veterano escolta americano firma con Brose Bamberg tras superar con éxito los entrenamientos realizados con el equipo bávaro en las últimas semanas siendo un refuerzo de nivel para la ofensiva germana en lo que resta de temporada.
El 3 de julio de 2020 se comprometió con el Lokomotiv Kuban de la VTB United League rusa.
El 24 de febrero de 2021, firma como jugador del Galatasaray Doğa Sigorta de la Türkiye Basketbol 1. Ligi, tras comenzar la temporada en el Lokomotiv Kuban.
En la temporada 2021-22, regresa a Estados Unidos para jugar la NBA G League con los Long Island Nets, con el que promedia 14,5 puntos por partido.
El 10 de abril de 2022, firma por los Gigantes de Carolina de la Baloncesto Superior Nacional.
Tras pasar por China reforzó a los Gladiadores de Anzoátegui de Venezuela en la segunda y tercera ventana de la Liga de Campeones de Baloncesto de las Américas 2023-24.
Desde 2022 juega en el BIG3 como parte del equipo Enemies.

## Estadísticas de su carrera en la NBA

### Temporada regular
| Año     | Equipo       | PJ  | PT | MPP  | %TC  | %3P  | %TL   | RPP | APP | ROB | TPP | PPP  |
| ------- | ------------ | --- | -- | ---- | ---- | ---- | ----- | --- | --- | --- | --- | ---- |
| 2010-11 | Atlanta      | 16  | 0  | 10.0 | .351 | .333 | .667  | 1.8 | .9  | .2  | .0  | 4.2  |
| 2010-11 | Washington   | 26  | 18 | 33.3 | .390 | .238 | .885  | 3.0 | 3.9 | 1.4 | .1  | 16.3 |
| 2011-12 | Washington   | 64  | 32 | 27.4 | .400 | .289 | .793  | 2.6 | 3.0 | .9  | .1  | 14.7 |
| 2012-13 | Washington   | 43  | 12 | 26.2 | .415 | .345 | .821  | 3.1 | 3.7 | .6  | .1  | 13.2 |
| 2012-13 | Boston       | 27  | 2  | 21.6 | .415 | .320 | .792  | 2.7 | 2.5 | .4  | .1  | 9.1  |
| 2013-14 | Boston       | 39  | 35 | 30.7 | .414 | .318 | .873  | 3.1 | 5.7 | .9  | .1  | 13.7 |
| 2013-14 | Golden State | 42  | 0  | 15.7 | .417 | .313 | .837  | 1.5 | 1.4 | .3  | .0  | 8.4  |
| 2016-17 | New Orleans  | 19  | 0  | 23.3 | .482 | .389 | .769  | 1.8 | 3.0 | .6  | .1  | 14.1 |
| 2017-18 | New Orleans  | 5   | 0  | 10.6 | .444 | .571 | 1.000 | .8  | 2.6 | .2  | .2  | 6.6  |
| Total   | Total        | 281 | 99 | 24.4 | .411 | .317 | .826  | 2.5 | 3.1 | .7  | .1  | 12.2 |

### Playoffs
| Año   | Equipo       | PJ | PT | MPP  | %TC  | %3P  | %TL  | RPP | APP | ROB | TPP | PPP |
| ----- | ------------ | -- | -- | ---- | ---- | ---- | ---- | --- | --- | --- | --- | --- |
| 2013  | Boston       | 5  | 0  | 11.8 | .304 | .250 | .500 | .6  | .0  | .4  | .0  | 3.6 |
| 2014  | Golden State | 6  | 0  | 9.5  | .364 | .286 | .786 | 1.5 | .3  | .2  | .0  | 6.2 |
| Total | Total        | 11 | 0  | 10.5 | .339 | .263 | .750 | 1.1 | .2  | .3  | .0  | 5.0 |